# Euphorbia desmondii
Espèce
Classification phylogénétique
Euphorbia desmondii est une espèce de plantes à fleurs de la famille des Euphorbiaceae. 
C'est un arbre qui vient de l'Afrique tropicale occidentale. On le trouve au Cameroun et au Nigeria.

## Description
D'une hauteur allant jusqu'à 6 mètres (ou 20 pieds), connu seulement au Nigeria et au Cameroun, cet euphorbe en forme d'arbre avec des branches avec trois ou quatre angles mesurant jusqu'à 1,4 pouce de diamètre (3,5 cm) a des feuilles à l'extrémité des branches, jusqu'à 5 pouces de long (12 cm). Il a des feuilles cordiformes de mai à octobre et est dormant en hiver. Ses branches ne sont pas resserrées en segments. La plante contient un latex abondant. Euphorbia desmondii peut être planté pour créer une palissade.